# Disperis
Disperis – rodzaj roślin z rodziny storczykowatych (Orchidaceae). Obejmuje gatunki występujące w Afryce oraz Azji, w takich krajach i regionach jak: Angola, Asam, Benin, Brunei, Kamerun, Republika Południowej Afryki, Republika Środkowoafrykańska, południowo-wschodni region Chin, Komory, Gabon, Ghana, Gwinea, wyspy zatoki Gwinejskiej, Indie, Wybrzeże Kości Słoniowej, Jawa, Kenia, Lesotho, Liberia, Madagaskar, Malawi, Mali, Mozambik, Nigeria, Rwanda, Reunion, Seszele, Sierra Leone, Sri Lanka, Sudan, Eswatini, Tajwan, Tanzania, Tajlandia, Togo, Uganda, Zimbabwe, Mauritius, Filipiny, Mjanma, Demokratyczna Republika Konga. Są to rośliny głównie naziemne o małych bulwach, rosnące na płytkich glebach oraz wśród rozkładających się liści.

## Morfologia
Pokrój i liścieRoślina zielna z łodygą z jednym lub kilkoma liśćmi łuskowatymi katafilami u nasady. Liście asymilacyjne w liczbie jednego lub kilku wyrastają skrętolegle lub naprzeciwlegle.
KwiatyWyrastają pojedynczo lub w kilkukwiatowych gronach. Są niewielkie, przeważnie poniżej 2,5 cm długości, białe, żółte, zielone, różowe lub purpurowe. Przysadki liściopodobne. Grzbietowy listek zewnętrznego okółka jest zrośnięty z listkami okółka wewnętrznego i tworzy strukturę, mającą postać niemal płaskiego wyrostka lub wydłużonej ostrogi. Boczne listki zewnętrznego okółka mają wyraźne woreczkowate rozszerzenia przy wewnętrznej krawędzi. Listki okółka wewnętrznego mają różne kształty, często są sierpowate, zaostrzone lub rozcięte na wierzchołku, gładkie lub brodawkowate. Warżka specyficznie zbudowana – część zwężona w formie paznokcia połączona jest ze szczytem prętosłupa i wznosi się nad nim, w różnym stopniu wygięta w ostrogę (nie zawsze występuje), często podzielona na gładką lub brodawkowaną wargę, prostą lub odgiętą, zazwyczaj z pojedynczym lub dwoma przydatkami różnego kształtu. Prętosłup wyprostowany, zwykle tęgi, z rostellum okazałym, błoniastym dwudzielnym, powstającym naprzeciw dwóch chrząstkowatych ramion z pyłkowinami. Część prętosłupa z pylnikiem wzniesiona lub pozioma, z okazałym wgłębieniem zajmowanym przez pylnik. U niektórych gatunków obecne są prątniczki. Znamię jest dwudzielne.
OwoceTorebki walcowate lub jajowate, podłużnie żebrowane.

## Systematyka
Rodzaj sklasyfikowany do podplemienia Coryciinae w plemieniu Diseae, do podrodziny storczykowych (Orchidoideae) z rodziny storczykowatych (Orchidaceae), rząd szparagowce (Asparagales) w obrębie roślin jednoliściennych.
Wykaz gatunków
- Disperis ankarensis H.Perrier
- Disperis anthoceros Rchb.f.
- Disperis aphylla Kraenzl. ex De Wild. & T.Durand
- Disperis bathiei Bosser & la Croix
- Disperis bifida P.J.Cribb
- Disperis bodkinii Bolus
- Disperis bolusiana Schltr. ex Bolus
- Disperis bosseri la Croix & P.J.Cribb
- Disperis breviloba Verdc.
- Disperis capensis (L.) Sw.
- Disperis cardiophora Harv.
- Disperis ciliata Bosser
- Disperis circumflexa (L.) T.Durand & Schinz
- Disperis concinna Schltr.
- Disperis cooperi Harv.
- Disperis cordata Sw.
- Disperis crassicaulis Rchb.f.
- Disperis cucullata Sw.
- Disperis decipiens Verdc.
- Disperis dicerochila Summerh.
- Disperis discifera H.Perrier
- Disperis disiformis Schltr.
- Disperis egregia Summerh.
- Disperis elaphoceras Verdc.
- Disperis erucifera H.Perrier
- Disperis falcatipetala P.J.Cribb & la Croix
- Disperis fanniniae Harv.
- Disperis fayi Szlach. & Kowalk.
- Disperis galerita Rchb.f.
- Disperis hildebrandtii Rchb.f.
- Disperis humblotii Rchb.f.
- Disperis johnstonii Rchb.f. ex Rolfe
- Disperis kamerunensis Schltr.
- Disperis katangensis Summerh.
- Disperis kerstenii Rchb.f.
- Disperis kilimanjarica Rendle
- Disperis lanceana H.Perrier
- Disperis lanceolata Bosser & la Croix
- Disperis latigaleata H.Perrier
- Disperis leuconeura Schltr.
- Disperis lindleyana Rchb.f.
- Disperis macowanii Bolus
- Disperis majungensis Schltr.
- Disperis masoalensis P.J.Cribb & la Croix
- Disperis meirax Rchb.f.
- Disperis micrantha Lindl.
- Disperis mildbraedii Schltr. ex Summerh.
- Disperis monophylla Blatt. ex C.E.C.Fisch.
- Disperis mozambicensis Schltr.
- Disperis natascha-oppeltiae Eb.Fisch., Killmann, Delep. & J.-P.Lebel
- Disperis neilgherrensis Wight
- Disperis nemorosa Rendle
- Disperis nitida Summerh.
- Disperis oppositifolia Sm.
- Disperis oxyglossa Bolus
- Disperis paludosa Harv. ex Lindl.
- Disperis parvifolia Schltr.
- Disperis perrieri Schltr.
- Disperis purpurata Rchb.f.
- Disperis pusilla Verdc.
- Disperis raiilabris Summerh.
- Disperis reichenbachiana Welw. ex Rchb.f.
- Disperis reklieberae Eb.Fisch., Killmann, Delep. & J.-P.Lebel
- Disperis renibractea Schltr.
- Disperis saxicola Schltr.
- Disperis similis Schltr.
- Disperis stefan-jetteri Eb.Fisch., Killmann, Delep. & Lebel
- Disperis stenoplectron Rchb.f.
- Disperis szolc-rogozinskiana Szlach. & Kowalk.
- Disperis thomensis Summerh.
- Disperis thorncroftii Schltr.
- Disperis togoensis Schltr.
- Disperis tomaszii Szlach., Grochocka, Dudek & Oledrz.
- Disperis trilineata Schltr.
- Disperis tripetaloides (Thouars) Lindl.
- Disperis tysonii Bolus
- Disperis uzungwae Verdc.
- Disperis villosa (L.f.) Sw.
- Disperis virginalis Schltr.
- Disperis wealei Rchb.f.
- Disperis woodii Bolus